# Terranova (parasite)
Pour les articles homonymes, voir Terranova.
Genre
Terranova est un genre de nématodes (les nématodes sont un embranchement de vers non segmentés, recouverts d'une épaisse cuticule et mènant une vie libre ou parasitaire).
Les espèces de ce genre sont responsables de l'anisakiase, maladie parasitaire humaine par ingestion de certains poissons crus.

## Liste des espèces
- Terranova brevicapitata (Linton, 1901)
- Terranova galeocerdonis
- Terranova ginglymostomae Olsen
- Terranova secundum (Chandler, 1935)
- Terranova trichiuri (Chandler, 1935)